# Малішув
Малішув (пол. Maliszów) — село в Польщі, у гміні Коваля Радомського повіту Мазовецького воєводства.
Населення — 518 осіб (2011).
У 1975-1998 роках село належало до Радомського воєводства.

## Демографія
Демографічна структура станом на 31 березня 2011 року:
|          | Загалом | Допрацездатний вік | Працездатний вік | Постпрацездатний вік |
| -------- | ------- | ------------------ | ---------------- | -------------------- |
| Чоловіки | 254     | 70                 | 165              | 19                   |
| Жінки    | 264     | 69                 | 152              | 43                   |
| Разом    | 518     | 139                | 317              | 62                   |